# Assalto al network
Assalto al network (Pass the Ammo) è un film statunitense del 1988 diretto da David Beaird.

## Trama
Un predicatore televisivo corrotto e la sua troupe sono tenuti in ostaggio da una donna, il suo amante e i suoi due cugini nel tentativo di vendicare il furto della loro eredità.

## Produzione e distribuzione
Il film è uscito negli Stati Uniti il 4 marzo 1988 a Los Angeles.